# MTV Video Music Awards 2009
Les MTV Video Music Awards 2009 ont eu lieu le 13 septembre 2009 au Radio City Music Hall à New York. Le comédien Russell Brand présente la cérémonie pour la deuxième fois d'affilée. La cérémonie a eu lieu quelques mois après la mort de la première et la plus grosse star de MTV, Michael Jackson. Les Video Music Awards dédient la soirée à Jackson avec un montage de ces anciens clips vidéos en hommage. Madonna ouvre la cérémonie avec un discours sur Jackson. Janet Jackson fait une apparition aux Video Music Awards pour rendre un hommage musical à son regretté frère et pour honorer sa carrière. Pour le final de la soirée, ils montrent la bande-annonce de Michael Jackson's This Is It.
Le 4 août, les nommés sont annoncées. Beyoncé et Lady Gaga sont en tête avec 9 nominations chacune, suivi de près par Britney Spears avec 7 nominations.
Beyoncé, Green Day et Lady Gaga gagnent 3 prix chacun, la plupart des Video Music Awards.
La cérémonie a été suivie par un total de 9 millions de personnes, soit 17 % de plus que la cérémonie de 2008 et la meilleure audience depuis la cérémonie de 2004. Cette année a également été la première année depuis 2006 à revenir à la Radio City Music Hall pour la cérémonie et contrairement à l'an dernier, où la cérémonie a eu lieu dans un entrepôt, la cérémonie a été dans un vrai lieu avec un auditoire,.

## Nominations
Les gagnants sont écrits en gras.

### Vidéo de l'année
Beyoncé : Single Ladies (Put a Ring on It)
- Eminem : We Made You
- Lady Gaga : Poker Face
- Britney Spears : Womanizer
- Kanye West : Love Lockdown

### Meilleure vidéo masculine
T.I. (avec Rihanna) : Live Your Life
- Eminem : We Made You
- Jay-Z : D.O.A. (Death of Auto-Tune)
- Ne-Yo : Miss Independent
- Kanye West : Love Lockdown

### Meilleure vidéo féminine
Taylor Swift : You Belong with Me
- Beyoncé : Single Ladies (Put a Ring on It)
- Kelly Clarkson : My Life Would Suck Without You
- Lady Gaga : Poker Face
- Katy Perry : Hot N Cold
- Pink : So What

### Meilleur nouvel artiste
- Lady Gaga : Poker Face
- 3OH!3 : Don't Trust Me
- Drake : Best I Ever Had
- Kid Cudi : Day'N'Nite
- Asher Roth : I Love College

### Meilleure vidéo pop
Britney Spears : Womanizer
- Beyoncé : Single Ladies (Put a Ring on It)
- Cobra Starship (featuring Leighton Meester) : Good Girls Go Bad
- Lady Gaga : Poker Face
- Wisin y Yandel : Abusadora

### Meilleure vidéo rock
Green Day : 21 Guns
- Coldplay : Viva la Vida
- Fall Out Boy : I Don't Care
- Kings of Leon : Use Somebody
- Paramore : Decode

### Meilleure vidéo rap
Eminem : We Made You
- Flo Rida (avec Kesha) : Right Round
- Jay-Z : D.O.A. (Death of Auto-Tune)
- Asher Roth : I Love College
- Kanye West : Love Lockdown

### Meilleure vidéo expérimentale
Matt & Kim : Lessons Learned
- Anjulie (en) : Boom
- Bat for Lashes : Daniel
- Chairlift : Evident Utensil
- Cold War Kids : I've Seen Enough
- Death Cab for Cutie : Grapevine Fires
- Gnarls Barkley : Who's Gonna Save My Soul
- Major Lazer : Hold the Line
- Passion Pit : The Reeling
- Yeah Yeah Yeahs : Heads Will Roll

### Meilleure réalisation dans une vidéo
Green Day : 21 Guns (Réalisateur : Marc Webb)
- Beyoncé : Single Ladies (Put a Ring on It) (Réalisateur : Jake Nava)
- Cobra Starship (avec Leighton Meester) : Good Girls Go Bad (Réalisateur : Kai Regan)
- Lady Gaga : Paparazzi (Réalisateur : Jonas Åkerlund)
- Britney Spears : Circus (Réalisateur : Francis Lawrence)

### Meilleure chorégraphie dans une vidéo
Beyoncé : Single Ladies (Put a Ring on It) (Chorégraphes : Frank Gatson et JaQuel Knight)
- Ciara (avec Justin Timberlake) : Love Sex Magic (Chorégraphes : Jamaica Craft et Marty Kudelka)
- Kristinia DeBarge : Goodbye (Chorégraphe : Jamaica Craft)
- A.R. Rahman et les Pussycat Dolls (avec Nicole Scherzinger) : "Jai Ho! (You Are My Destiny) (Chorégraphes : Robin Antin et Mikey Minden)
- Britney Spears : Circus (Chorégraphe : Andre Fuentes)

### Meilleurs effets spéciaux dans une vidéo
Lady Gaga : Paparazzi (Effets spéciaux : Chimney Pot)
- Beyoncé : Single Ladies (Put a Ring on It) (Effets spéciaux : VFX Effects et Louis Mackall V)
- Eminem : We Made You (Effets spéciaux : Ingenuity Engine)
- Gnarls Barkley : Who's Gonna Save My Soul (Effets spéciaux : Gradient Effects et Image Metrics)
- Kanye West (avec Mr Hudson) ; Paranoid (Effets spéciaux : Wizardflex et Ghost Town Media)

### Meilleure direction artistique dans une vidéo
Lady Gaga : Paparazzi (Directeur artistique : Jason Hamilton)
- Beyoncé : Single Ladies (Put a Ring on It) (Directeur artistique : Niamh Byrne)
- Coldplay : Viva la Vida (Directeur artistique : Gregory de Maria)
- Gnarls Barkley : Who's Gonna Save My Soul (Directeur artistique : Zach Matthews)
- Britney Spears : Circus (Directeurs artistiques : Laura Fox et Charles Varga)

### Meilleur montage dans une vidéo
Beyoncé : Single Ladies (Put a Ring on It) (Monteur : Jarrett Fijal)
- Coldplay : Viva la Vida (Monteur : Hype Williams)
- Miley Cyrus : 7 Things (Monteur : Jarrett Fijal)
- Lady Gaga : Paparazzi (Monteurs : Danny Tull et Jonas Åkerlund)
- Britney Spears : Circus (Monteur : Jarrett Fijal)

### Meilleure photographie dans une vidéo
Green Day : 21 Guns (Directeur de la photographie : Jonathan Sela)
- Lady Gaga : Paparazzi (Directeur de la photographie : Eric Broms)
- Beyoncé : Single Ladies (Put a Ring on It) (Directeur de la photographie : Jim Fealy)
- Coldplay : Viva la Vida (Directeur de la photographie : John Perez)
- Britney Spears : Circus (Directeur de la photographie : Thomas Kloss)

### Meilleure vidéo (Ceux qui auraient remporté un Moonman)
Beastie Boys : Sabotage
- Björk : Human Behaviour
- Dr. Dre : Nuthin' but a "G" Thang
- Foo Fighters : Everlong
- George Michael : Freedom! '90
- OK Go : Here It Goes Again
- Tom Petty and the Heartbreakers : Into the Great Wide Open
- Radiohead : Karma Police
- David Lee Roth : California Girls
- U2 : Where the Streets Have No Name

### Meilleure performance dans une vidéo Pepsi Groupe de Rock
Nerds in Disguise : My Own Worst Enemy
- Blaq Star : Shining Star
- One (Wo)Man Band : Bad Reputation
- The Sleezy Treezy : Here It Goes Again
- Synopsis : The Kill

### Prix du meilleur groupe local
Huit prix du meilleur groupe MTV VMA locales ont été remis. Le tableau ci-dessous indique le nombre de groupe pris en compte dans chaque ville, les trois candidats finalistes sélectionnés par MTV pour chaque VMA, et le gagnant en gras,: les lauréats ont été présentés sur MTV sur le câble local au cours du direct des Video Music Awards et a reçu une couverture en tant que vedette sur MTV et MTV2 (ou MTV Tr3́s dans le cas du concours de Los Angeles). Les gagnants n'ont pas reçu de moonman. Ni les prix ni les gagnants ont été inscrites sur la page «gagnants» sur mtv.com, et ils n'étaient pas mentionnées ailleurs sur mtv.com.
| New York | San Francisco                                                                                 | Atlanta                                                                                            | Chicago                                                                                                  | Boston | Philadelphie                                                                                    | Washington, DC                                                                                   | Los Angeles |
| --- | --------------------------------------------------------------------------------------------- | -------------------------------------------------------------------------------------------------- | --- | --- | ----------------------------------------------------------------------------------------------- | ------------------------------------------------------------------------------------------------ | --- |
| - MeTalkPretty - Red Directors - The Shells sur plus de 190 candidatures Présente par Time Warner Cable et MTV2 | - The New Broken - Oona - Picture Me Broken sur 129 candidatures Présenté par Comcast et MTV2 | - Holla Front - Rantings of Eva - Tone G sur plus de 150 candidatures Présenté par Comcast et MTV2 | - Andrew Belle - The Lifeline - Stop Goodnoise sur plus de 150 candidatures Présenté par Comcast et MTV2 | - Air Traffic Controller - Gentlemen Hall - Twin Berlin sur plus de 150 candidatures Présenté par Comcast et MTV2 | - Atlantic Avenue - DaCav5 - Rushmore sur plus de 150 candidatures Présenté par Comcast et MTV2 | - 23RAINYDAYS - RAtheMC - Frank Sirius sur plus de 170 candidatures Présenté par Comcast et MTV2 | - La Banda Skalavera - No Way Jose - South Central Skankers sur 116 candidatures Présenté par Time Warner Cable et MTV Tr3́s |

## Interprétations
- Janet Jackson avec les danseurs de This Is It : Hommage à Michael Jackson avec les chansons Thriller, Bad, Smooth Criminal, et Scream[16]
- Katy Perry et Joe Perry : We Will Rock You
- Taylor Swift : You Belong with Me[17]
- Lady Gaga : Introduction de Poker Face/Paparazzi
- Green Day : East Jesus Nowhere
- Beyoncé : Introduction de Sweet Dreams/Single Ladies (Put a Ring on It)
- Muse : Uprising"
- Pink : Sober
- Jay-Z (avec Alicia Keys) : Empire State of Mind

Le house band était composé du rappeur Wale et le groupe go-go UCB. La performance suivante est réalisée avec le groupe:
- 3OH!3
- The All-American Rejects
- Daniel Merriweather
- Pitbull[18]
- Kid Cudi
- Solange[19]

## Apparitions

### Pré-cérémonie
- Buzz Aldrin : présente le prix de la vidéo étoile montante
- Sway Calloway : présente le prix de la meilleure vidéo (ceux qui auraient remporté un Moonman)

### Cérémonie
- Madonna : qui a rendu hommage à Michael Jackson
- Shakira et Taylor Lautner : présentent le prix de la meilleure vidéo féminine
- Jack Black et Leighton Meester : présentent le prix de la meilleure vidéo rock
- Miranda Cosgrove et Justin Bieber : introduisent Taylor Swift
- Pete Wentz et Gabe Saporta : introduisent Lady Gaga
- Nelly Furtado et Kristin Cavallari : présentent le prix de la meilleure vidéo pop
- Megan Fox et Adam Brody : introduisent Green Day
- Robert Pattinson, Kristen Stewart et Taylor Lautner : introduisent un extrait exclusif en avant-première de Twilight, chapitre II : Tentation
- Chace Crawford et Ne-Yo : introduisent Beyoncé
- Diddy et Jamie-Lynn Sigler : présentent le prix de la meilleure vidéo masculine
- Gerard Butler et Alexa Chung : introduisent Muse
- Jennifer Lopez : présente le prix de la meilleure vidéo hip-hop
- Eminem et Tracy Morgan : présentent le prix du meilleure nouveau artiste
- Serena Williams : introduit Pink
- Jimmy Fallon et Andy Samberg : présentent le prix de la vidéo de l'année

## Controverse avec Kanye West et suites

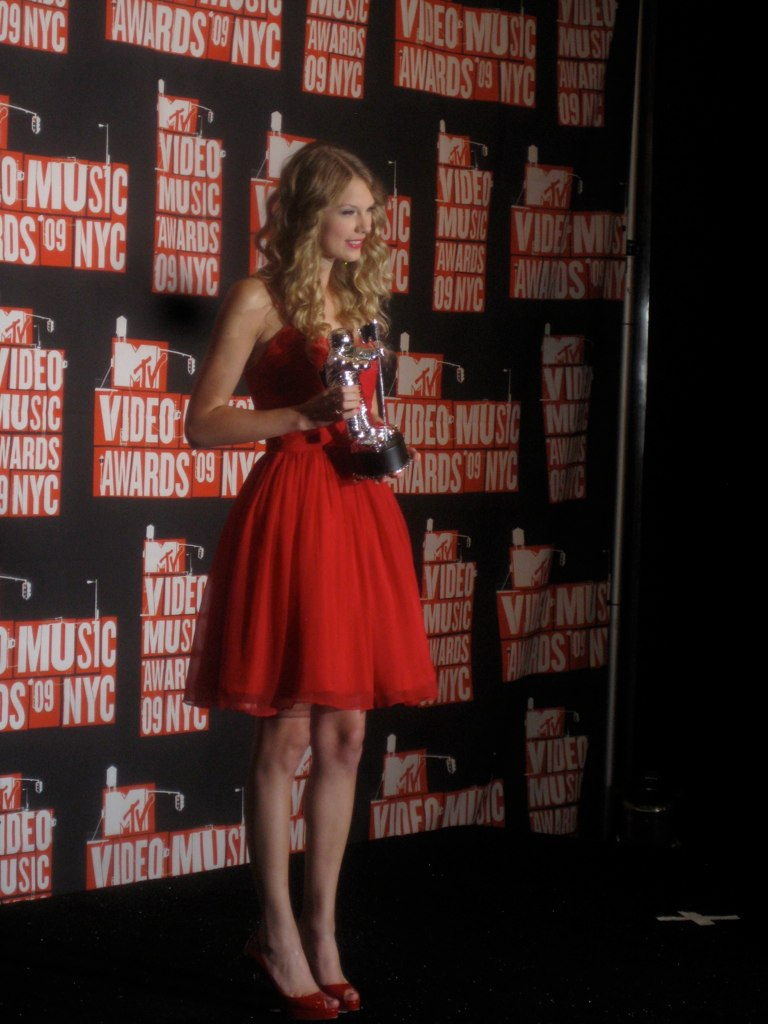
Taylor Swift lors de la cérémonie

Alors que Taylor Swift faisait son discours d'acceptation pour avoir gagné le prix de la meilleure vidéo féminine pour You Belong with Me, Kanye West va sur la scène et l'interrompt ; il lui prend son microphone et dit : « Hey Tay [sic], je suis vraiment heureux pour toi et je vais te laisser finir, mais Beyoncé avait l'une des meilleures vidéos de tous les temps. Une des meilleures vidéos de tous les temps! », se référant au clip vidéo de Single Ladies (Put a Ring on It). Beyoncé semble être choquée et West est ensuite hué par le public. Irrité, il fait un doigt d'honneur à la foule,. Pendant la pause publicitaire, la chanteuse Pink est allée vers le rappeur et aurait secoué la tête avec dégoût. West a ensuite été écarté du reste de la cérémonie,. Après que Beyoncé gagne le prix de la vidéo de l'année, elle a demandé à Swift de venir sur scène pour terminer son discours,. Plus tard, West a présenté ses excuses sur son blog (qu'il a ensuite retiré). 
Plusieurs célébrités et personnalités de l'industrie musicale, dont Pink, Kelly Clarkson, Spencer Pratt, Heidi Montag, Katy Perry, Joel Madden, Adam Lambert, Kellie Pickler, Ryan Seacrest, Chris Jericho, Jérémy Fall, et Dane Cook, se sont exprimés sur l'incident par le biais de Twitter et d'autres moyens, condamnant West pour son emportement vocal,. Le blogueur des célébrités Perez Hilton a dit, « Taylor Swift a mérité ce prix, merde [sic]. C'est ce que LE PUBLIC a voté! Mon cœur s'est brisé pour elle, elle avait l'air si triste à la fin de ce moment ». Le rappeur 50 Cent,qui a une histoire de rivalité avec West, a déclare que remporter le prix était un moment spécial pour Swift ce soir-là et que Kanye West l'a gâché. Il déclare également : « Même les excuses ne peut pas remplacer ce que le sentiment de la première fois qu'elle gagne ce prix. Maintenant dans sa tête, Ma première récompense était Kanye West. Et c'est dommageable ». Donald Trump a appelé à un boycott sur Kanye West.

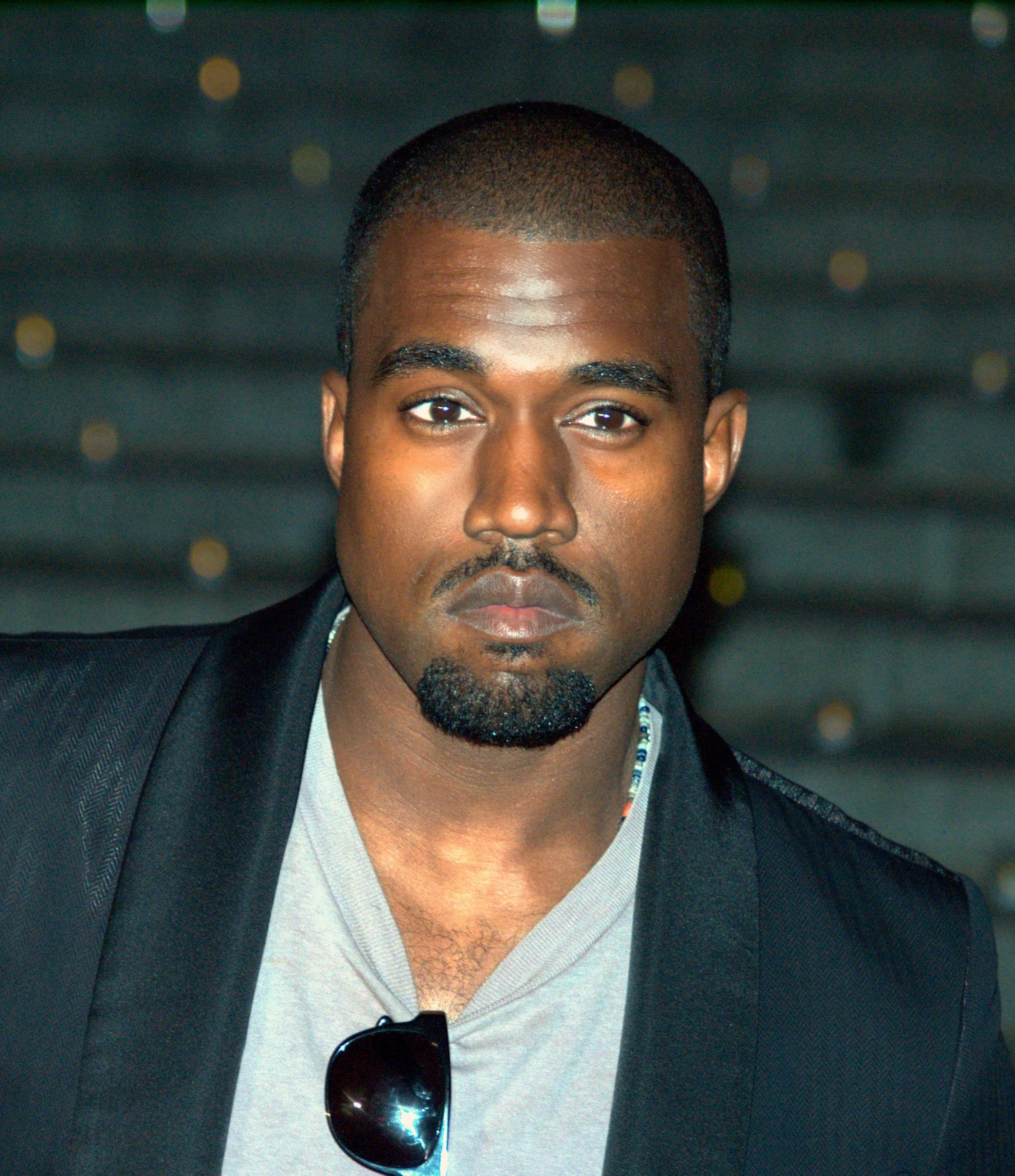
Kanye West en 2009

Dans une partie non enregistré d'une interview, l'incident a reçu la condamnation du président américain Barack Obama, qui avait invité Kanye West à se produire au Youth Inaugural Ball en janvier,,. TMZ a plus tard obtenu une version audio du commentaire. « Vous savez, c'était comme, elle obtient un prix et ce que vous fichez? ...La jeune fille semble être une personne parfaitement bien, elle obtient son prix et que fait-il là? Il est un crétin. » a dit Obama,. Le commentaire « hors-antenne » a forcé ABC, dont le présentateur de nouvelle Terry Moran a divulgué l'information, à présenter des excuses après que sur Internet, « cette étonnante remarque devient un buzz » rapidement,,. En plus, West a été critiqué par l'ancien président américain Jimmy Carter pour son emportement vocal. Le lendemain de son éclat, West a posté des deuxièmes excuses sur son blog,; il apparaît dans The Jay Leno Show plus tard cette nuit, où il a prononcé d'autres excuses à Swift, qui a été accueillie avec des acclamations de la foule. Il a déclaré : « Composer avec le fait que j'ai blessé quelqu'un ou quelque chose a pris de suite, vous savez, à partir d'un artiste talentueux—ou de toute personne—parce que je  voulais seulement aider les gens. ...Ma vie entière, j'ai seulement voulu faire et donner quelque chose que je sentais vrai et j'ai immédiatement su que dans cette situation que c'était faux ». Il est devenu émotif, apparemment déchirer, quand on l'interroge à ce que sa défunte mère aurait pensé de l'incident,.
Emil Wilbekin, rédacteur du chef du site Essence.com, a déclaré que West est peut-être allé trop loin avec ses bouffonneries cette fois-ci. Wilbekin a déclaré : « Je pense que ce n'était pas le lieu pour que Kanye parle pour Beyoncé ou pour ruiner le moment de Taylor Swift » et a également déclaré « C'est OK pour Kanye de débiter sur lui-même, mais je pense qu'il a franchi la ligne quand il a décidé de parler pour d'autres personnes. ». Ann Powers du Los Angeles Times a déclaré que « d'un point de vue, il s'agissait d'un cas de galanterie mal passé » comme Kanye West veut « se battre pour » Beyoncé. Elle a ajouté que lorsque Swift a accepté l'invitation de Beyoncé pour revenir sur scène, « Les deux femmes [engagés dans] une étreinte rapide fraternelle, ajoutant une autre couche de sens à un moment déjà compliqué. Or, cette controverse a été sur les femmes se dressant l'un contre l'autre, aussi ».
Le 15 septembre 2009, deux jours après l'incident, Swift a parlé de l'affaire dans The View. Interrogée sur ce qu'elle pensait du moment où il est arrivé, elle a déclaré :

« Eh bien, je pense que mon processus de réflexion globale a été quelque chose comme : « Wow, je ne peux pas croire que j'ai gagné,c'est génial, ne pas trébucher et tomber, je vais arriver à remercier les fans, c'est tellement cool. Oh, Kanye West est là. Coupe de cheveux cool. Qu'est-ce que tu fais là? » puis, « Aie. » et puis, « je suppose que je ne vais pas arriver à remercier les fans »,. »

Swift a décrit comment elle a dû se remettre du choc rapidement. Elle a déclaré : « Vous savez, je ne vais pas dire que je n'ai pas été ébranlé par ça. » « Mais j'ai dû faire une performance live cinq minutes plus tard, j'ai donc dû me remettre à l'endroit où je devais interpréter. ». Elle a dit que Kanye West ne lui avait pas parlé à sa suite de l'incident. À la suite de l'apparence de Swift dans The View, West l'a contacte pour s'excuser personnellement; Swift a dit qu'elle a accepté ses excuses,. La nuit de la cérémonie, Swift est devenu la première artiste de country à gagner un MTV Video Music Award.
L'incident de West a résulté dans mème internet qui a vu des images de Kanye West se superposer avec d'autres images avec un texte dans le style de son incident aux Video Music Awards (« X est un des plus grands Y de tous les temps », ou des variantes, dans certains cas, précédé par « Je suis vraiment heureux pour toi » et/ou « Je vais te laisser finir »).
L'incident a été parodiée aux Country Music Association Awards 2009, où, après que Swift a remporté le prix pour le clip vidéo de l'année, Carrie Underwood, qui a présenté la cérémonie avec Brad Paisley, a dit qu'elle pensait que la vidéo de Paisley pour Welcome to the Future était une superbe vidéo aussi. Paisley l'a remerciée et a ensuite remercié ses producteurs pour la vidéo, jusqu'à le chanteur Little Jimmy Dickens marche sur la scène et pousse Brad Paisley à distance du microphone, disant, « Excusez-moi. Excusez-moi, monsieur. Excusez-moi, je vous laisse terminer plus tard. Maintenant, Brad Paisley, je sais que vous avez eu une belle vidéo et tout ça, mais Taylor Swift a la meilleure vidéo de tous les temps. ». Swift rit dans son siège. Paisley a alors dit, « Quel genre de sécurité avons-nous si un vieil homme de 1,50 m âgé de 88 ans arrive par là? ». Plus tôt dans la cérémonie, Underwood et le monologue de Paisley était un duo qui rend hommage à la chanson Mamas Don't Let Your Babies Grow Up to Be Cowboys, dans laquelle la première ligne a été « Mamas, ne laissez pas votre bébé grandir avec Kanye ». En plus, quand Taylor Swift a présenté Saturday Night Live, une partie de son monologue (qui était sous forme d'une chanson en apparence de toutes les choses qu'elle n'allait pas en parler) incluant Bill Hader et Jason Sudeikis en tant que homme de sécurité chargé de la prévention de Kanye West de venir sur scène. Elle termine son monologue en disant « Kanye West est pas ici. » En outre lorsque Taylor Lautner, qui était alors répandu pour être en couple avec Swift, a présenté Saturday Night Live, dans son monologue, il bat une découpe de carton de West.
En plus de la controverse de Kanye West, Jay-Z et Alicia Keys ont interprété Empire State of Mind, mais vers la fin de leur performance, Lil Mama a sauté et dansé sur la scène sans y être invité. Elle ne tarda pas plus tard à présenter des excuses.